# انتخابات الرئاسة المولدوفية 2011–2012
انتخابات الرئاسة المولدوفية 2011–2012 هي الانتخابات الرئاسية التي جرت في 2012، في مولدوفا، لانتخاب رئيس مولدوفا، فاز بالانتخابات نيكولاي تيموفتي.